# ولادیمیر گامکرلیدزه
ولادیمیر گامکرلیدزه (به گرجی: ვლადიმერი გამყრელიძე،  زادهٔ ۱۱ ژوئن ۲۰۰۱) یک کشتی‌گیر آزادکار اهل کشور گرجستان است. وی سابقه حضور در المپیک ۲۰۲۴ پاریس را دارد.  
از افتخارات وی می‌توان به کسب مدال نقره مسابقات قهرمانی کشتی جهان ۲۰۲۳ اشاره کرد.

## فعالیت حرفه‌ای

### قهرمانی کشتی جهان ۲۰۲۳
گامکرلیدزه در وزن ۷۹ کیلوگرم کشتی آزاد قهرمانی کشتی جهان ۲۰۲۳ بلگراد شرکت کرد، او در این مسابقات آلانس آمیروس از لتونی، بولات ساکایف از قزاقستان و واسیل میخایلوف از اوکراین را شکست داد و به فینال رسید. وی در دیدار نهایی به احمد عثمانوف از روسیه باخت و به مدال نقره رسید.